# Roses and Thorns
Pour plus de détails, voir Fiche technique et Distribution.
Roses and Thorns (littéralement : Roses et Épines) est un film muet américain réalisé par Burton L. King, sorti en 1915.

## Fiche technique
- Titre : Roses and Thorns
- Réalisation : Burton L. King
- Scénario : Grace Helen Bailey (en)
- Producteur : Carl Laemmle
- Société de production : Universal Film Manufacturing Company
- Société de distribution : Universal Film Manufacturing Company
- Pays d'origine :  États-Unis
- Langue : Anglais
- Métrage : 300 m
- Format : Noir et blanc — 35 mm — 1,33:1 — Muet
- Genre : Film dramatique
- Durée : 10 minutes
- Dates de sortie : 
  -  États-Unis : 6 mai 1915

## Distribution
- Edna Maison : Edna
- Ray Gallagher (en) : Stanley Phillips
- Lynn Reynolds : le père d'Edna
- Lois Holmes : Mme Stanley Phillips
- Stanley Walpole (en)